# Skeleton-America’s-Cup 2000/01
Der Skeleton-America’s-Cup 2000/01 war eine von der Fédération Internationale de Bobsleigh et de Tobogganing (FIBT) veranstaltete Rennserie, die zum ersten Mal ausgetragen wurde und zum Unterbau des Weltcups gehört. Der Wettbewerb bestand aus drei Saisonrennen in den USA und Kanada.

## Männer

### Veranstaltungen
| Datum             | Ort         | Sieger        | Zweiter         | Dritter         |
| ----------------- | ----------- | ------------- | --------------- | --------------- |
| 26. November 2000 | Calgary     | Duff Gibson   | Nathan Cicoria  | Trevor Christie |
| 3. Dezember 2000  | Park City   | Zach Lund     | Trevor Christie | Terry Holland   |
| 9. Dezember 2000  | Lake Placid | Terry Holland | Trevor Christie | Brian McDonald  |

### Einzelwertung
| Platz | Sportler           | Land               | Punkte |
| ----- | ------------------ | ------------------ | ------ |
| 1     | Trevor Christie    | Vereinigte Staaten | 131    |
| 2     | Zach Lund          | Vereinigte Staaten | 126    |
| 3     | Nathan Cicoria     | Kanada             | 109    |
| 4     | Brian McDonald     | Vereinigte Staaten | 105    |
| 5     | Terry Holland      | Vereinigte Staaten | 91     |
| 6     | Ralph Mirabelli    | Vereinigte Staaten | 91     |
| 7     | Orvie Garrett      | Vereinigte Staaten | 84     |
| 8     | Kevin Ellis        | Vereinigte Staaten | 84     |
| 9     | Clifton Wrottesley | Irland             | 79     |
| 10    | Turc Harmesynn     | Kanada             | 78     |

### Nationenwertung
| Platz | Land                         | Punkte |
| ----- | ---------------------------- | ------ |
| 1     | Vereinigte Staaten           | 293    |
| 2     | Kanada                       | 271    |
| 3     | Irland                       | 236    |
| 4     | Mexiko                       | 106    |
| 5     | Amerikanische Jungferninseln | 101    |
| 6     | Griechenland                 | 65     |
| 7     | Armenien                     | 37     |
| 8     | Argentinien                  | 34     |

## Frauen

### Veranstaltungen
| Datum             | Ort         | Siegerin                      | Zweite       | Dritte         |
| ----------------- | ----------- | ----------------------------- | ------------ | -------------- |
| 26. November 2000 | Calgary     | Lindsay Alcock Kendra Herbert | –            | Lesley Hill    |
| 3. Dezember 2000  | Park City   | Tristan Gale                  | Colleen Rush | Lindsay Alcock |
| 9. Dezember 2000  | Lake Placid | Tristan Gale                  | Colleen Rush | Janet Ivers    |

### Einzelwertung
| Platz | Sportlerin         | Land               | Punkte |
| ----- | ------------------ | ------------------ | ------ |
| 1     | Tristan Gale       | Vereinigte Staaten | 80     |
| 2     | Lindsay Alcock     | Kanada             | 73     |
| 3     | Colleen Rush       | Vereinigte Staaten | 66     |
| 4     | Kendra Herbert     | Kanada             | 63     |
| 5     | Janet Ivers        | Vereinigte Staaten | 59     |
| 6     | Lesley Hill        | Kanada             | 55     |
| 7     | Fallon Vaughn      | Vereinigte Staaten | 43     |
| 8     | Juleigh Walker     | Vereinigte Staaten | 41     |
| 9     | Kathrine Koczynski | Vereinigte Staaten | 36     |
| 10    | Natasha Ellison    | Vereinigte Staaten | 31     |

### Nationenwertung
| Platz | Land               | Punkte |
| ----- | ------------------ | ------ |
| 1     | Vereinigte Staaten | 171    |
| 2     | Kanada             | 167    |
| 3     | Amerikanisch-Samoa | 59     |
| 4     | Griechenland       | 51     |
| 5     | Armenien           | 48     |
| 6     | Neuseeland         | 34     |